# Musée de la marine (Norvège)
Le musée norvégien de la marine (norvégien : Norsk Maritimt Museum), connu précédemment sous le nom de Norsk Sjøfartsmuseum, fondé en 1914, se situe sur la péninsule de Bygdøy à Oslo, en Norvège, au sein d'une zone abritant également d'autres musées comme le  musée du Kon-Tiki, le musée du Fram, le musée des navires vikings et le musée folklorique norvégien.
Le musée se focalise notamment sur la vie côtière et l'histoire maritime. Le Gjøa, navire d'exploration arctique conçu par Colin Archer, est exposé au musée. 
D'autres navires sont présentés dans le port dont le RS 1 Colin Archer.